# Wymiar sprawiedliwości w Polsce
Wymiar sprawiedliwości w Polsce – wymiar sprawiedliwości w Polsce sprawują sądy: Sąd Najwyższy, sądy powszechne, sądy administracyjne oraz sądy wojskowe (art. 175 ust. 1 Konstytucji Rzeczypospolitej Polskiej). Ponadto na czas wojny konstytucja dopuszcza powołanie sądów wyjątkowych lub ustanowienie trybu doraźnego. Postępowanie sądowe jest przynajmniej dwuinstancyjne.
W języku potocznym oraz w mediach do organów wymiaru sprawiedliwości niekiedy zalicza się błędnie Trybunał Konstytucyjny i Trybunał Stanu (stanowią one organy władzy sądowniczej, ale nie wymiaru sprawiedliwości), a także prokuraturę i Służbę Więzienną, tymczasem prokurator (nie: prokuratura) jest organem ścigania, podczas gdy Służba Więzienna będąca jedną ze służb mundurowych należy do organów ochrony bezpieczeństwa i porządku publicznego (podobnie jak na przykład organy Policji); w tym drugim przypadku resort sprawiedliwości sam przyczynił się niestety do pogłębienia chaosu terminologicznego, przemianowując uczelnię mundurową działającą w ramach tej służby na Szkołę Wyższą Wymiaru Sprawiedliwości.
Od 2015 polski wymiar sprawiedliwości znajduje się w fazie głębokich, kontrowersyjnych zmian, realizowanych przez partię Prawo i Sprawiedliwość i jej sojuszników, czego elementami są m.in. kryzys wokół Trybunału Konstytucyjnego oraz kryzys wokół Sądu Najwyższego w Polsce.

## Ustrój wymiaru sprawiedliwości

### Podstawy prawne
Podstawowymi ustawami, które normują ustrój organów wymiaru sprawiedliwości w Polsce, są:
- Konstytucja Rzeczypospolitej Polskiej z 2 kwietnia 1997 r.
- Prawo o ustroju sądów powszechnych z 27 lipca 2001 r.
- Prawo o ustroju sądów wojskowych z 21 sierpnia 1997 r.
- Prawo o ustroju sądów administracyjnych z 25 lipca 2002 r.
- Ustawa z dnia 8 grudnia 2017 roku o Sądzie Najwyższym.

Ustawy poświęcone głównie unormowaniom dotyczącym niektórych szczególnych struktur w ramach wymiaru sprawiedliwości, jego funkcjonowania, a także jego pomocniczych organów lub stanowisk funkcyjnych to:
- Ustawa z dnia 17 listopada 1964 r. – Kodeks postępowania cywilnego
- Ustawa z dnia 6 czerwca 1997 r. – Kodeks postępowania karnego
- Ustawa z dnia 6 czerwca 1997 r. – Kodeks karny wykonawczy
- Ustawa z dnia 10 września 1999 r. – Kodeks karny skarbowy
- Ustawa z dnia 24 sierpnia 2001 r. – Kodeks postępowania w sprawach o wykroczenia
- Ustawa z dnia 30 sierpnia 2002 r. – Prawo o postępowaniu przed sądami administracyjnymi
- Ustawa z dnia 28 października 2002 r. o odpowiedzialności podmiotów zbiorowych za czyny zabronione pod groźbą kary
- Ustawa z dnia 28 lutego 2003 r. – Prawo upadłościowe
- Ustawa z dnia 5 stycznia 2011 r. – Kodeks wyborczy
- Ustawa z dnia 14 marca 2003 r. o referendum ogólnokrajowym
- Ustawa z dnia 15 września 2000 r. o referendum lokalnym
- Ustawa z dnia 15 maja 2015 r. – Prawo restrukturyzacyjne
- Ustawa z dnia 11 września 2019 r. – Prawo zamówień publicznych
- Ustawa z dnia 9 czerwca 2022 r. o wspieraniu i resocjalizacji nieletnich
- Ustawa z dnia 26 października 1982 r. o wychowaniu w trzeźwości i przeciwdziałaniu alkoholizmowi
- Ustawa z dnia 19 sierpnia 1994 r. o ochronie zdrowia psychicznego
- Ustawa z dnia 5 grudnia 1996 r. o zawodach lekarza i lekarza dentysty
- Ustawa z dnia 1 lipca 2005 r. o pobieraniu, przechowywaniu i przeszczepianiu komórek, tkanek i narządów
- Ustawa z dnia 29 lipca 2005 r. o przeciwdziałaniu narkomanii
- Ustawa z dnia 22 listopada 2013 r. o postępowaniu wobec osób z zaburzeniami psychicznymi stwarzających zagrożenie życia, zdrowia lub wolności seksualnej innych osób
- Ustawa z dnia 23 stycznia 2009 r. o Krajowej Szkole Sądownictwa i Prokuratury
- Ustawa z dnia 12 maja 2011 r. o Krajowej Radzie Sądownictwa
- Ustawa z dnia 18 grudnia 1998 r. o pracownikach sądów i prokuratury
- Ustawa z dnia 16 września 1982 r. o pracownikach urzędów państwowych
- Ustawa z dnia 18 października 2006 r. o ujawnianiu informacji o dokumentach organów bezpieczeństwa państwa z lat 1944–1990 oraz treści tych dokumentów
- Ustawa z dnia 28 lipca 2005 r. o kosztach sądowych w sprawach cywilnych
- Ustawa z dnia 17 czerwca 2004 r. o skardze na naruszenie prawa strony do rozpoznania sprawy w postępowaniu przygotowawczym prowadzonym lub nadzorowanym przez prokuratora i postępowaniu sądowym bez nieuzasadnionej zwłoki
- Ustawa z dnia 10 kwietnia 1997 r. – Prawo energetyczne
- Ustawa z dnia 3 lipca 2002 r. – Prawo lotnicze
- Ustawa z dnia 28 marca 2003 r. o transporcie kolejowym
- Ustawa z dnia 12 lipca 2024 r. – Prawo komunikacji elektronicznej
- Ustawa z dnia 23 listopada 2012 r. – Prawo pocztowe
- Ustawa z dnia 20 sierpnia 1997 r. o Krajowym Rejestrze Sądowym
- Ustawa z dnia 27 czerwca 1997 r. o partiach politycznych
- Ustawa z dnia 28 sierpnia 1997 r. o organizacji i funkcjonowaniu funduszy emerytalnych
- Ustawa z dnia 27 maja 2004 r. o funduszach inwestycyjnych i zarządzaniu alternatywnymi funduszami inwestycyjnymi
- Ustawa z dnia 26 stycznia 1984 r. – Prawo prasowe
- Ustawa z dnia 26 stycznia 2023 r. o fundacji rodzinnej
- Ustawa z dnia 24 maja 2000 r. o Krajowym Rejestrze Karnym
- Ustawa z dnia 6 grudnia 2018 r. o Krajowym Rejestrze Zadłużonych
- Ustawa z dnia 6 lipca 1982 r. o księgach wieczystych i hipotece
- Ustawa z dnia 6 grudnia 1996 r. o zastawie rejestrowym i rejestrze zastawów
- Ustawa z dnia 1 grudnia 1961 r. o izbach morskich
- Ustawa z dnia 18 września 2001 r. – Kodeks morski
- Ustawa z dnia 27 lipca 2001 r. o kuratorach sądowych
- Ustawa z dnia 5 sierpnia 2015 r. o opiniodawczych zespołach sądowych specjalistów
- Ustawa z dnia 22 marca 2018 r. o komornikach sądowych
- Ustawa z dnia 28 lutego 2018 r. o kosztach komorniczych
- Ustawa z dnia 15 czerwca 2007 r. o lekarzu sądowym
- Ustawa z dnia 28 stycznia 2016 r. Prawo o prokuraturze
- Ustawa z dnia 14 lutego 1991 r. Prawo o notariacie
- Ustawa z dnia 26 maja 1982 r. Prawo o adwokaturze
- Ustawa z dnia 6 lipca 1982 r. o radcach prawnych
- Ustawa z dnia 15 grudnia 2016 r. o Prokuratorii Generalnej Rzeczypospolitej Polskiej
- Ustawa z dnia 5 lipca 1996 r. o doradztwie podatkowym
- Ustawa z dnia 11 kwietnia 2001 r. o rzecznikach patentowych
- Ustawa z dnia 16 września 2011 r. o wymianie informacji z organami ścigania państw członkowskich Unii Europejskiej, państw trzecich, agencjami Unii Europejskiej oraz organizacjami międzynarodowymi
- Ustawa z dnia 14 grudnia 2018 r. o ochronie danych osobowych przetwarzanych w związku z zapobieganiem i zwalczaniem przestępczości
- Ustawa z dnia 9 stycznia 2009 r. o zmianie ustawy – Kodeks postępowania cywilnego oraz niektórych innych ustaw
- Ustawa z dnia 18 listopada 2020 r. o doręczeniach elektronicznych
- Ustawa z dnia 22 grudnia 1995 r. o wydawaniu Monitora Sądowego i Gospodarczego.
- Rozporządzenie Ministra Spraw Wewnętrznych i Administracji z dnia 16 sierpnia 2007 r. w sprawie szczegółowego zakresu zadań i zasad organizacji policji sądowej (Dz.U. z 2007 r. nr 155, poz. 1093) wydane na podstawie ustawy z dnia 6 kwietnia 1990 r. o Policji (Dz.U. z 2023 r. poz. 171)

### Sąd Najwyższy

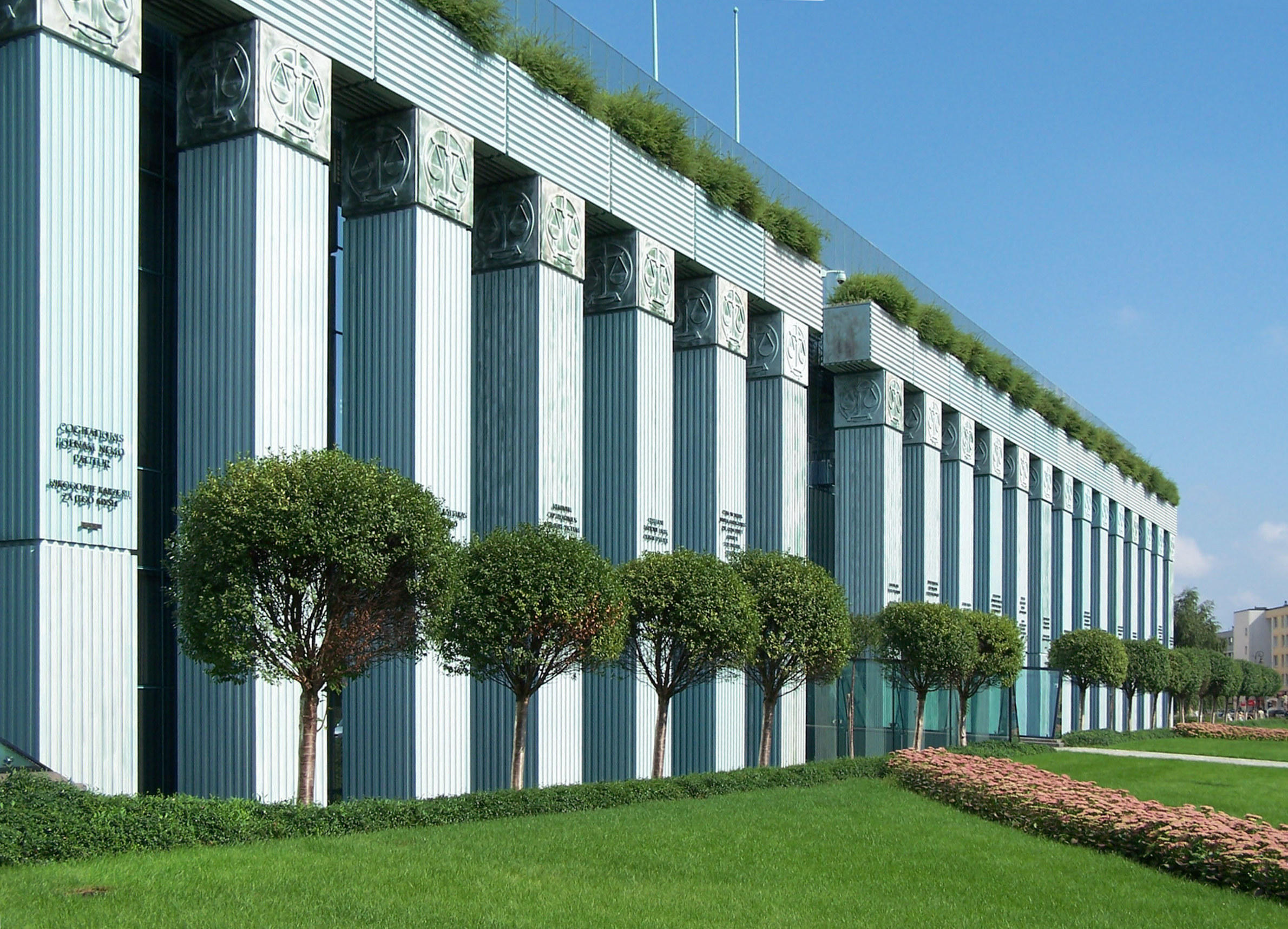
Siedziba Sądu Najwyższego

Sąd Najwyższy jest organem nadzorczym wobec sądów powszechnych i wojskowych, ale nie należy do żadnego z obydwu ww. rodzajów sądu. Na jego czele stoi Pierwszy Prezes Sądu Najwyższego, powoływany na sześcioletnią kadencję przez Prezydenta Rzeczypospolitej, spośród kandydatów przedstawionych przez Zgromadzenie Ogólne Sędziów Sądu Najwyższego. Sąd podzielony jest na pięć izb: Cywilną, Karną, Pracy i Ubezpieczeń Społecznych, Kontroli Nadzwyczajnej i Spraw Publicznych oraz Odpowiedzialności Zawodowej. Oprócz Zgromadzenia Ogólnego drugim organem samorządu sędziowskiego jest Kolegium Sądu Najwyższego.

### Sądownictwo powszechne
Sądownictwo powszechne jest trójszczeblowe. Na jego strukturę składają się sądy rejonowe, okręgowe i apelacyjne. Sądy powszechne orzekają w zakresie prawa karnego, cywilnego, pracy, gospodarczego i rodzinnego. Do 2001 istniały także kolegia ds. wykroczeń, jednak Konstytucja zniosła ich funkcjonowanie.

### Sądownictwo wojskowe
Sądy wojskowe są sądami karnymi, orzekającymi przede wszystkim w sprawach przestępstw popełnianych przez żołnierzy czynnej służby wojskowej. Strukturę sądownictwa wojskowego stanowią sądy garnizonowe i wojskowe sądy okręgowe. Jako II instancja lub sąd kasacyjny występuje Izba Wojskowa Sądu Najwyższego.

### Sądownictwo administracyjne

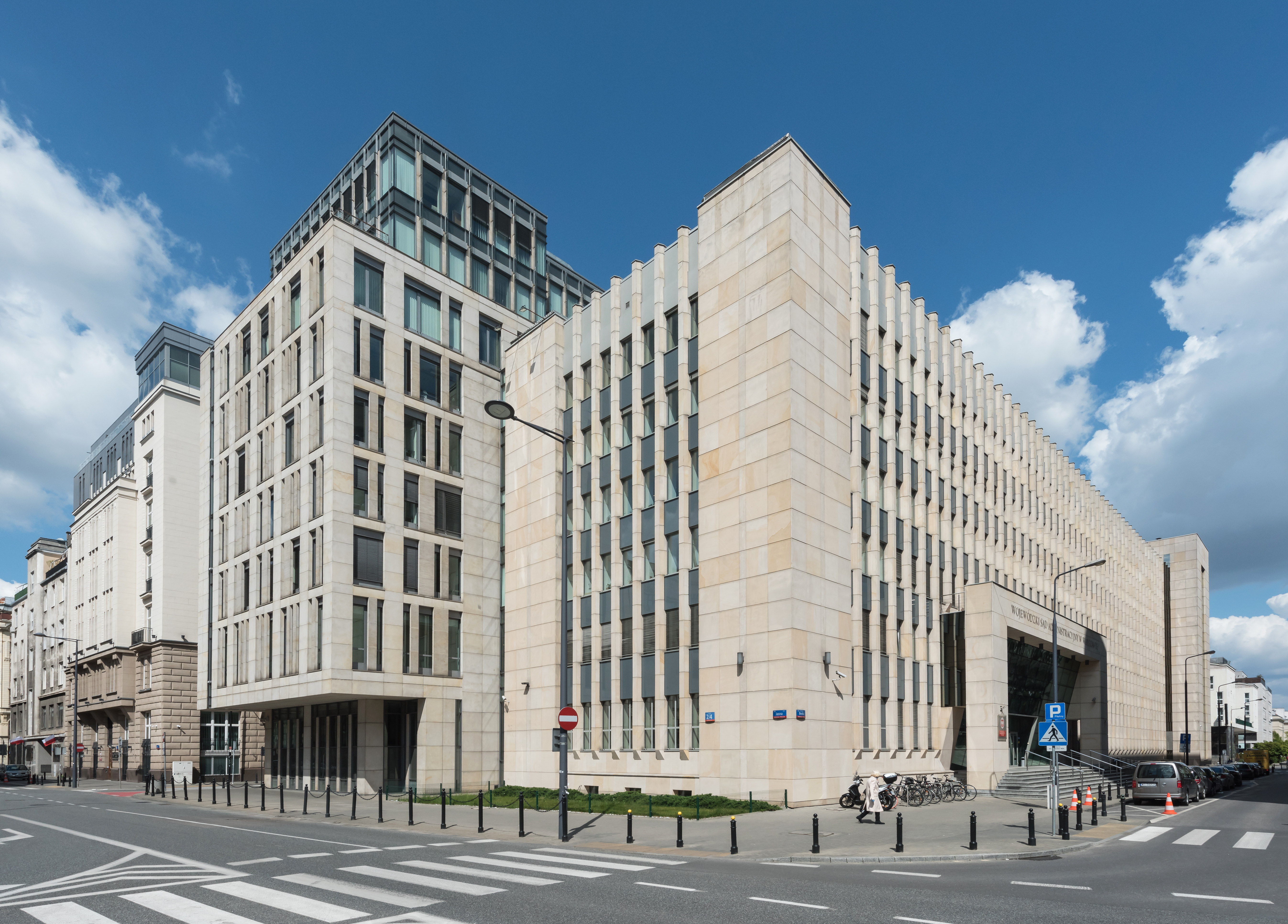
Kompleks Naczelnego Sądu Administracyjnego (z lewej) i Wojewódzkiego Sądu Administracyjnego (z prawej) w Warszawie

Sądownictwo administracyjne istniało już w II Rzeczypospolitej, zniesiono je jednak po II wojnie światowej. Jego stopniowe przywracanie rozpoczęło się w 1980, wraz z utworzeniem Naczelnego Sądu Administracyjnego. Obecna Konstytucja wprowadziła zasadę dwuinstancyjności, co zaowocowało utworzeniem wojewódzkich sądów administracyjnych orzekających w I instancji. Sądy administracyjne zajmują się kontrolą legalności decyzji administracyjnych zarówno wobec władzy rządowej, jak i samorządowej. Prezesa NSA powołuje Prezydent na sześcioletnią kadencję, spośród kandydatów wskazanych przez Zgromadzenie Ogólne Sędziów Naczelnego Sądu Administracyjnego.

### Krajowa Rada Sądownictwa
Krajowa Rada Sądownictwa jest organem powołanym w celu ochrony niezależności sądów i niezawisłości sędziów. Składa wnioski do Prezydenta o powoływanie sędziów. Ma prawo występowania do Trybunału Konstytucyjnego w sprawach zgodności aktów normatywnych z ustawą zasadniczą w zakresie dotyczącym sądownictwa. W skład Krajowej Rady Sądownictwa wchodzą: Pierwszy Prezes Sądu Najwyższego, Minister Sprawiedliwości, Prezes Naczelnego Sądu Administracyjnego, osoba powoływana przez Prezydenta, 15 sędziów Sądu Najwyższego, sądów powszechnych, administracyjnych i wojskowych, czterech posłów i dwóch senatorów. Kadencja członków wybranych trwa cztery lata. Przewodniczący i dwóch jego zastępców wybierani są spośród członków Rady.

### Kadry

#### Sędziowie i asesorzy sądów
Sędziów i asesorów sądów powołuje Prezydent na wniosek Krajowej Rady Sądownictwa, na czas nieokreślony w przypadku sędziów lub określony w przypadku asesorów. Nie mogą należeć do partii politycznych ani związków zawodowych, są niezawiśli, podlegają wyłącznie Konstytucji oraz ustawom. Przysługuje im immunitet oraz nietykalność osobista. Sędziowie są też nieusuwalni, a złożenie ich z urzędu lub zawieszenie wymaga orzeczenia sądu. W 2010 w Polsce było 10 322 sędziów.

#### Ławnicy
Zagwarantowany w art. 182 Konstytucji RP udział obywateli w sprawowaniu wymiaru sprawiedliwości uregulowany został ustawowo jako system sądu ławniczego w sądach powszechnych i wojskowych oraz w Sądzie Najwyższym.

## Problemy wymiaru sprawiedliwości w Polsce

### Główne zarzuty
Polskiemu wymiarowi sprawiedliwości zarzuca się brak rozliczeń z PRL (dyspozycyjni sędziowie, mordy sądowe), przywiązanie do przepisu (lex) zamiast prawa (ius), brak jawności, nadużywanie tymczasowego aresztowania, stosowanie tzw. aresztu wydobywczego, słabe przygotowanie w sprawach gospodarczych, nepotyzm, nieskuteczność postępowań dyscyplinarnych, kupowanie przedterminowych zwolnień z więzienia oraz bałagan organizacyjny, z gubieniem materiału dowodowego włącznie, bardzo długie okresy oczekiwania na opinie biegłych, tuszowanie błędów, brak proporcjonalności w stosowaniu środków przymusu i wysokie koszty funkcjonowania.
Nasilenie krytyki funkcjonowania wymiaru sprawiedliwości nastąpiło po aferze Amber Gold – w sprawie tej wypowiadali się m.in. były minister sprawiedliwości Jarosław Gowin, były prokurator krajowy Kazimierz Olejnik oraz sędzia Trybunału Konstytucyjnego w stanie spoczynku Jerzy Stępień. W wyniku lustracji w sądzie rejonowym, który tę sprawę prowadził, wskazano liczne naruszenia przepisów i nakazano kontrolę wyroków w sprawach karnych w sądach podlegających apelacji gdańskiej wydanych do roku wstecz. Prokuratura Generalna stwierdziła, że na 146 śledztw, w których klienci skarżyli się na oszustwa parabanków, 60 śledztw zostało umorzonych bezpodstawnie.
Wśród wyroków Europejskiego Trybunału Praw Człowieka wydawanych przeciwko Polsce wskutek skarg obywateli poszkodowanych przez polski wymiar sprawiedliwości dominuje nadal przewlekłość postępowań sądowych oraz administracyjnosądowych (375 wyroków) oraz przewlekłość aresztów tymczasowych (180 wyroków). Te dwie grupy stanowią łącznie 64% skarg składanych do ETPC przez obywateli polskich. Według raportu MSZ o wykonaniu wyroków ETPC w obu przypadkach do Trybunału nadal napływają skargi dotyczące tej tematyki, co świadczy o tym, że niezgodne z Konwencją Praw Człowieka praktyki nadal w polskim sądownictwie występują pomimo działań podejmowanych przez Ministerstwo Sprawiedliwości.

### Dyspozycyjność organów ścigania i wymiaru sprawiedliwości
Przy okazji procesów związanych z aferą Orlenu sąd skazujący Zbigniewa Siemiątkowskiego wskazał na usłużną wobec UOP postawę prokuratury oraz skoordynowane, pozaprawne działanie UOP i kancelarii premiera Leszka Millera. Podobne zjawiska opisało Ministerstwo Finansów w wydanej w 2006 Białej księdze JTT i Optimus SA.
Na patologiczne postępowanie prokuratorów, którzy „stawiali zarzuty bez dowodów lub nawet wbrew nim”, wskazywano także w sprawach sędziów Zbigniewa Wielkanowskiego i Andrzeja Hurasa, Lecha Grobelnego, Janusza Szlanty, Władysława Jamrożego, Grzegorza Wieczerzaka, Romana Kluski, Emila Wąsacza, Jana Widackiego, Andrzeja Leppera oraz Romualda Szeremietiewa. Wszyscy wymienieni zostali ostatecznie oczyszczeni z zarzutów, część z nich dostała później odszkodowania za niesłuszne aresztowanie.
W 2012 dziennikarz Paweł Miter podający się za pracownika KPRM zadzwonił do sędziego Ryszarda Milewskiego, prezesa sądu prowadzącego sprawę Amber Gold. W rozmowie Milewski wykazywał daleko idącą dyspozycyjność, oferując m.in. przyspieszenie postępowania oraz wyznaczanie terminów rozpraw zgodnie z bieżącym zapotrzebowaniem politycznym ze strony domniemanego przedstawiciela rządu. W rezultacie postępowania dyscyplinarnego, decyzją Sądu Najwyższego, Milewski został przeniesiony do Białegostoku za „naruszenie zasady niezależności sądów oraz uchybienie godności sędziego”.

### Przewlekłość postępowań
Głównym problemem wymiaru sprawiedliwości w Polsce jest jego niewydolność przejawiająca się w przewlekłości postępowań, przy czym jakość usług sądowniczych jest bardzo nierówna i znacząco odbiega od siebie w poszczególnych sądach. Przewlekłość jako główny problem polskiego sądownictwa jest wskazywana w szeregu raportów organizacji rządowych i pozarządowych – Forum Obywatelskiego Rozwoju, Narodowy Bank Polski, Ease of Doing Business Index. Przykłady:
- odległe o 2–4 miesiące terminy rozpraw wyznaczane w sądach rejonowych w głównych miastach wojewódzkich[72]
- według Ease of Doing Business Index czas dochodzenia należności umownych (składanie wniosków, postępowanie sądowe, egzekucja komornicza) wynosi w Polsce 830 dni (dla porównania czas ten wynosi 210 dni na Litwie i 331 we Francji)
- czteroletnie opóźnienie w przekazaniu karty rejestracyjnej karnej Marcina Plichty przez Sąd Rejonowy w Gdańsku do Krajowego Rejestru Karnego[52]
- przekazywanie przez niektóre sądy informacji o zakazach stadionowych do policji w czasie nawet do 50 dni, podczas gdy zgodnie z prawem powinny one być przekazywane w ciągu 24 godzin[73]
- siedemnastoletni okres oczekiwania na zwrot depozytu zajętego w 1995 w gdańskich kantorach Conti pod zarzutem prania pieniędzy; właściciel został uniewinniony, lecz do 2012 nie odzyskał zajętego depozytu, ponieważ połowa została skradziona przez pracownika sądu[74][75]; komputery zajęte w tej samej sprawie przez Prokuraturę Okręgową w Gdańsku zostały oddane po 20 latach, w 2015[76]
- dwuletni okres oczekiwania dziecka w szpitalu psychiatrycznym na decyzję sądu opiekuńczego, przenoszącą je do placówki opiekuńczej lub rodziny zastępczej[77]
- bezczynność oraz przepychanki kompetencyjne po stronie prokuratur i sądów skutkujące przedawnieniem zarzutów[78][79]
- ponaddwudziestoletni okres badania sprawy Grzegorza Przemyka, podczas którego ostatecznie doszło do szeregu przedawnień, do których według Europejskiego Trybunału Praw Człowieka doszło z powodu przewlekłości i sprzecznych orzeczeń sądów[80]
- dwudziestosześcioletni czas prowadzenia postępowania sądowego o zniesienie współwłasności[81]
- czternastoletni okres oczekiwania na wykonanie wyroku pozbawienia wolności[82].

Opóźnienia i przewlekłość występują zarówno po stronie sądów, jak i prokuratury. Bezczynność ta jest często uznawana za bezprawną przez organy wyższej instancji.
Według Trybunału Konstytucyjnego (2011) i ministra sprawiedliwości (2014) postępowanie cywilne w Polsce jest kosztowne i długotrwałe. W sądach cywilnych w 2010 było ok. 915 tys. spraw zaległych z przeszłych lat, a ponad 2,2 tys. spraw trwało ponad 8 lat (niektóre kilkanaście). W wielu głośnych procesach monitorowanych przez media prawomocne wyroki były wydawane po kilkunastu latach (Władysław Jamroży, Grzegorz Wieczerzak, Emil Wąsacz, menedżerowie Stoczni Szczecińskiej, syndyk Stoczni Gdańskiej).
Przewlekłość postępowań sądowych oraz nadmierne przedłużanie tymczasowego aresztowania zostały wskazane jako istotne słabości polskiego wymiaru sprawiedliwości w raporcie na temat praw człowieka amerykańskiego Departamentu Stanu.
Według środowiska sędziowskiego główne przyczyny niewydolności sądów to bardzo szeroka kognicja oraz archaiczne, zbiurokratyzowane i nadmiernie rozbudowane procedury, które wymuszają na sędziach na przykład przesłuchiwanie kilkuset nic nie wnoszących do sprawy świadków (takiego wymogu jednak nie ma w przepisach), czy też odczytywanie setek tomów akt jeśli takie jest życzenie oskarżonego. Innym problemem są funkcjonujące na zasadzie prawa powielaczowego zarządzenia określające np. minimalną liczbę spraw na wokandzie w ciągu dnia – co skutkuje wyznaczaniem terminów rozpraw co kilka miesięcy i rozciąganiem nawet bardzo prostych spraw na wiele miesięcy lub lat. Zarządzanie przebiegiem postępowań sądowych przypomina gospodarkę nakazowo-rozdzielczą, opartą na wydawanych ad hoc zarządzeniach, często wzajemnie sprzecznych, i nie podlega żadnej systemowej optymalizacji procesowej.
Według Ministerstwa Sprawiedliwości problemem jest też kulturowe przyzwyczajenie do tradycyjnego obiegu dokumentów oraz biurokratyczne nawyki – przywiązanie do papierowej postaci dokumentów, pieczęci, odręcznych podpisów. Mimo że często nie mają one oparcia w przepisach prawa, to są stosowane, co negatywnie wpływa na szybkość obiegu dokumentów.
W badaniu CBOS z 2013 negatywnie swoje kontakty z wymiarem sprawiedliwości oceniało 48% badanych, przy czym najwięcej pretensji (51%) dotyczyło właśnie przewlekłości postępowań i opieszałości sądów. Następny w kolejności zarzut, jakim były niezadowalające rozstrzygnięcia, wskazało zaledwie 14%. 72% deklaruje większe zaufanie do wyroków Europejskiego Trybunału Praw Człowieka, tylko 14% bardziej ufa sądom polskim.
W 2013 FOR opublikował raport Sądy na wokandzie, w którym skupił się na przejrzystości działania i wydajności pracy sądów. Z raportu wynika, że średni czas postępowania sądowego w Polsce wynosi 4,2 roku (w 2008 – 3,8) przy czym 8,6% spraw toczy się powyżej roku. W analizowanym okresie (2008−2012) miał miejsce stały wzrost ilości spraw napływających do sądów. Z wnioskami z raportu (który zawierał również ranking konkretnych sądów) polemizowało środowisko sędziowskie.
W 2014 Rzecznik Praw Obywatelskich po raz kolejny zwrócił uwagę na powszechne naruszanie zasady wykonania kary pozbawienia wolności bez zbędnej zwłoki, wskazując na skrajne przypadki, gdy osoby skazane otrzymały wezwanie do odbycia kary odpowiednio po 10 i 14 latach od wydania prawomocnego wyroku. W tym czasie sytuacja skazanych znacząco się zmieniła – ukończyli studia, założyli firmy i rodziny, i to one były głównymi poszkodowanymi opóźnienia wykonania kary. Według danych CZSW za 2012 rok „na wykonanie kary oczekiwało ponad 47 tys. orzeczeń, które dotyczyły 39 tys. osób”. z czego w przypadku 34 tys. osób upłynął termin stawienia się do odbycia kary.
Liczba wniosków o odszkodowanie za przewlekłość konsekwentnie rośnie – od 588 w 2009, do 1735 w 2014. Rośnie również sumaryczny koszt odszkodowań wypłacanych ze Skarbu Państwa, w 2014 wyniósł on łącznie 4,8 mln zł.

### Aspekty organizacyjne
W Polsce na 100.000 mieszkańców przypada 27,8 sędziów, dla porównania mediana w Unii Europejskiej to 17,9. Sędziowie pierwszej instancji rozpatrują 24,4 sprawy niekryminalne na 100.000 mieszkańców, gdy mediana w UE wynosi 6,9. W 2010 wydatki na sądy wyniosły 0,85% wydatków publicznych przy medianie w UE 0,40%. W Polsce jest 77,1 prawników na 100.000 mieszkańców w porównaniu do mediany UE 161. Równocześnie, pomimo zaległości orzeczniczych, znaczna liczba sędziów jest delegowana na stanowiska urzędnicze w Ministerstwie Sprawiedliwości. Według MS do końca 2012 prawie połowa sędziów rejonowych miała stanowiska kierownicze: prezesów, wiceprezesów lub przewodniczących wydziałów.
Polskie procedury sądowe są czasochłonne i nakładają na sędziów szereg obowiązków wydłużających czas trwania postępowań – m.in. obowiązek odczytania aktu oskarżenia, wyjaśnień oskarżonego oraz zeznań świadków, archaiczną procedurę zaliczania do materiału dowodowego i dyktowania protokołu. Stowarzyszenie sędziów „Iustitia” wskazuje również na zarządzenia prezesów sądów, które na przykład zabraniają rozpoznawania dużej sprawy na jednej wokandzie i nakazują dzielić ją na małe fragmenty rozpoznawane przez wiele dni.
Według sędziego Jacka Ignaczewskiego problem niskiej efektywności funkcjonowania sądownictwa w Polsce wynika z konfliktu kompetencyjnego oraz przekonania części środowiska sędziowskiego, że niezawisłość sądownictwa powinna obejmować także czysto organizacyjną stronę funkcjonowania sądów, do zarządzania którą jednak sędziowie nie mają ani kwalifikacji, ani instrumentów. Ingaczewski uważa reformę ustrojową sądów powszechnych za krytyczny warunek dokończenia reformy ustrojowej w Polsce. Według sędziego Jacka Przyguckiego ogromne koszty i opóźnienia generuje nagminne nadużywanie uchylenia sprawy do ponownego rozpatrzenia przez sądy odwoławcze w sytuacji, gdy powinien po prostu zostać wydany wyrok.
Do 2012 nieuregulowana była kwestia przesyłania pism do sądów w postaci elektronicznej, ze względu na wyłączenie sądownictwa z przepisów ogólnych ustawy o informatyzacji. Wobec braku innych przepisów pisma przesyłane w postaci elektronicznej do sądów były traktowane w sposób niespójny, w zależności od lokalnej interpretacji. W 2011 Naczelny Sąd Administracyjny wydał wyrok, zgodnie z którym w postępowaniu przed sądem administracyjnym skuteczne jest przesłanie pisma do sądu pocztą elektroniczną, zaś za datę złożenia uznaje się moment wysłania pisma z komputera nadawcy.
W 2012 Krajowa Rada Sądownictwa zwróciła uwagę na problem powszechnego nepotyzmu w obsadzie stanowisk sędziowskich, co według Rady jest rażącym naruszeniem etyki sędziowskiej. Był on również przedmiotem interpelacji poselskiej.
Przy okazji sprawy spółki Amber Gold w 2012 wyszły na jaw liczne zaniedbania sądów rejestrowych, które m.in. przez kilka lat nie egzekwowały obowiązku składania sprawozdań finansowych spółki i wbrew art. 18 Kodeksu spółek handlowych dopuściły rejestrację kolejnych spółek pomimo licznych wyroków za oszustwa finansowe, jakie otrzymał założyciel Marcin Plichta.
W 2012 Fundacja Court Watch Polska opublikowała raport z projektu Obywatelski Monitoring Sądów Rejonowych i Okręgowych 2011/2012, w którym wskazała szereg czysto organizacyjnych uchybień skutkujących obniżaniem się autorytetu sądów w oczach polskiej opinii publicznej, m.in. notoryczne opóźnienia rozpraw – z opóźnieniem rozpoczęło się 51% rozpraw (jedynie w 16% przypadkach osoby oczekujące usłyszały jakiekolwiek wyjaśnienia lub przeprosiny), zbyt mała liczba toalet dla stron oczekujących na rozprawy, obecność pełnomocników lub prokuratorów na sali poza rozprawą, odwoływanie posiedzeń (w rekordowym sądzie odwoływanych zostało 45% posiedzeń). Raporty ukazywały się także w kolejnych latach.

### Niesłuszne skazania
Z raportu FOR z 2012 wynika, że wyroki sądowe są często podważane w postępowaniach kasacyjnych (związanych z naruszeniem prawa w postępowaniu przed sądem), a nie wznowieniowych (związanych np. z ujawnieniem nowych dowodów). Najczęstszą przyczyną uchylania błędnych wyroków jest niekompetencja przedstawicieli organów ścigania oraz wymiaru sprawiedliwości. W latach 2007–2009 prawomocnie zasądzono odszkodowania za niesłuszne skazania na kwotę 1,9 mln zł w 83 sprawach, w samym 2009 zasądzono prawomocnie zadośćuczynienia w 6 sprawach na kwotę 95,5 tys. zł.

### Areszt wydobywczy
W 2009 sąd apelacyjny w Krakowie zwrócił uwagę na patologiczną praktykę skutkującą przewlekłością postępowania prokuratorskiego oraz często przedłużającym się przetrzymywaniem podejrzanego w areszcie (areszt wydobywczy):

Przyczyną długiego prowadzenia postępowań przygotowawczych w sprawach gospodarczych jest niewłaściwa praktyka polegająca na przedstawianiu zarzutów, a następnie weryfikowaniu przy pomocy biegłych, czy określone zachowania zostały dokonane z naruszeniem przepisów prawa bądź zasad obrotu gospodarczego. Bezspornym jest, że porządek czynności winien być odwrotny. W pierwszej kolejności należy zweryfikować, czy określone praktyki w zakresie szeroko rozumianego obrotu gospodarczego stanowią naruszenie określonych reguł rządzących obrotem gospodarczym i wyczerpują znamiona czynów karalnych, a dopiero w dalszej kolejności przedstawiać zarzuty osobom, które podejrzewa się o ich popełnienie

Z tytułu wyroków Europejskiego Trybunału Praw Człowieka za niesłuszne aresztowania lub przewlekłość postępowania Polska wypłaciła w 2009 5,5 mln zł, zaś za niesłuszne skazanie – 440 tys. zł. W 2006 przed ETPC przeciwko Polsce złożono 51 spraw o przewlekłość postępowania w sprawach cywilnych na podstawie art. 6 Europejskiej Konwencji Praw Człowieka, z czego w 42 przypadkach stwierdzono naruszenie art. 6 przez polski wymiar sprawiedliwości.
W 2011 Zgromadzenie Parlamentarne Rady Europy w rezolucji skrytykowało Polskę za ignorowanie obowiązku wykonywania orzeczeń Trybunału Praw Człowieka, m.in. w zakresie przewlekłości postępowań sądowych oraz nadużywania aresztów tymczasowych, zaliczając Polskę do grupy dziewięciu krajów, które ignorują obowiązek wdrażania wyroków ETPC do swojego porządku prawnego. W 2011 złożono 4,5 tys. skarg na przewlekłość działania sądu, najwięcej w sprawach cywilnych, następnie w karnych i gospodarczych. Łączna suma odszkodowań wypłaconych z tego tytułu wyniosła 2,4 mln zł.
Sytuacja ta od 2006 powoli się poprawia – sądy w sprawach gospodarczych częściej orzekają inne środki niż areszt tymczasowy. W 2006 w sprawach gospodarczych areszt tymczasowy zastosowano wobec 177 osób, w 2008 wobec 75, w 2011 wobec 30. Równocześnie wzrastają jednak kwoty odszkodowań z tytułu niesłusznego aresztowania – w 2009 niesłuszne skazania, aresztowania, zatrzymania i stosowanie innych środków zabezpieczających kosztowały Skarb Państwa 5,3 mln zł, w 2010 – 11,3 mln, a w 2011 – 14,5 mln zł.

### Reformy
Po 1989 organizacje pozarządowe wielokrotnie apelowały o reformę wymiaru sprawiedliwości, która miałaby te problemy rozwiązać. W latach 2008–2011 przy Stowarzyszeniu Sędziów Polskich „Iustitia” działał Zespół ds. Poprawy Funkcjonowania Sądownictwa, który opracował szereg propozycji zmian w przepisach mających na celu usprawnienie funkcjonowania wymiaru sprawiedliwości. W 2011 Zespół zakończył działalność informując, że jego postulaty są ignorowane przez Ministerstwo Sprawiedliwości. Środowisko sędziowskie obciąża przy tym winą za złe funkcjonowanie sądownictwa przede wszystkim istniejące przepisy prawne.
W 2010 Krajowa Szkoła Sądownictwa i Prokuratury rozpoczęła program badania kompetencji i wiedzy, budowania profili kompetencyjnych oraz szkoleń specjalistycznych dla prokuratorów i sędziów. Propozycje usprawnienia działania wymiaru sprawiedliwości są zgłaszane także przez środowisko sędziowskie i prokuratorskie. W szczególności dotyczą one ograniczenia zakresu kognicji i uproszczenia procedury. Na konferencji „Status sędziego 20 lat po transformacji ustrojowej w Polsce” w 2010 jako najpilniejszą reformę wymieniono ograniczenie kognicji sądów.
Na przełomie lat 2012/2013 Ministerstwo Sprawiedliwości przeprowadziło szereg dużych reform organizacyjnych – m.in. zmniejszenie ilości stanowisk funkcyjnych w sądach rejonowych oraz ograniczenie roli sędziów do zarządzania orzecznictwem, a nie sprawami administracyjnymi sądu (funkcje te przejmują dotychczasowi dyrektorzy finansowi).
W 2014 zaproponowana została nowelizacja Kodeksu postępowania karnego, która zwiększyłaby odszkodowania dla ofiar niesłusznych skazań i oskarżeń oraz przyspieszyła proces ich przyznawania.

## Zmiany od jesieni 2015
Po objęciu jesienią 2015 władzy w państwie przez partię Prawo i Sprawiedliwość i jej sojuszników, ugrupowania te wdrożyły serię działań, mających na celu zmianę sytuacji w wymiarze sprawiedliwości. Spowodowały one m.in. kryzys wokół Trybunału Konstytucyjnego oraz kryzys wokół Sądu Najwyższego w Polsce.
29 lutego 2020 Stowarzyszenie Sędziów Polskich „Iustitia” opublikowało dokument pt. „Wymiar sprawiedliwości pod presją – represje jako metoda walki o przejęcie kontroli nad władzą sądowniczą i Prokuraturą w Polsce. Lata 2015–2019” (autorzy: Michał Bober, Piotr Gąciarek, Joanna Jurkiewicz, Jakub Kościerzyński, Dorota Zabłudowska, Mariusz Krasoń).